# Rana temporaria var. nigromaculata
Espèce
"Rana" temporaria var. nigromaculata est une espèce d'amphibiens de la famille des Ranidae dont la position taxonomique est incertaine (incertae sedis).

## Répartition
Cette espèce a été découverte en Autriche.

## Publication originale
- Werner, 1897 : Die Reptilien und Amphibien Österreich-Ungarns und der Occupationsländer, Wien, A. Pichlers Witwe & Sohn..